# Palatinat-Simmern
1410–1685
Entités précédentes :
- Palatinat-Simmern-Deux-Ponts
- Comté de Sponheim

Entités suivantes :
- Palatinat-Neubourg

Le Palatinat-Simmern (en allemand : Pfalz-Simmern) est un ancien État du Saint-Empire romain germanique créé par la division des territoires contrôlés par les comtes palatins du Rhin en 1410.
Initialement, sous Étienne de Bavière, il est uni au Palatinat-Deux-Ponts au sein du Palatinat-Simmern-Deux-Ponts. Les deux territoires sont ensuite séparés en 1459 pour devenir deux entités distinctes.

## Histoire
En 1410, à la mort de Robert III du Palatinat, électeur palatin et roi de Germanie, la Maison de Wittelsbach se divise en quatre branches:
- L'aîné des fils de Robert, Louis III, hérite du titre d'électeur palatin et conserve le siège d'Heidelberg ;
- Jean, le second, fonde la branche cadette de Palatinat-Neumarkt ;
- Étienne, le troisième, fonde la branche cadette de Palatinat-Simmern-Deux-Ponts et vient s'établir à Simmern ;
- Et Othon, le cadet, fonde quant à lui la branche cadette de Palatinat-Mosbach.

La même année, Étienne épouse Anne de Veldenz, fille et héritière du comte Frédéric III de Veldenz, qui possède le comté du même-nom et la moitié du comté de Sponheim. Dès le mariage, il est clairement établit qu'Étienne ou ses fils prendront la succession de Frédéric III. Ainsi, en 1444, à la mort de Frédéric, le comté de Veldenz et la moitié du comté de Sponheim deviennent possessions des Palatinat-Simmern-Deux-Ponts.
Lorsqu'Étienne décède à son tour, en 1459, ses terres sont partagées entre ses deux fils:
- L'aîné, Frédéric, devient duc de Simmern et comte palatin de Sponheim, et fonde ainsi la branche des Palatinat-Simmern ;
- Le cadet, Louis, devient duc de Deux-Ponts et comte palatin de Veldenz, et fonde ainsi la branche des Palatinat-Deux-Ponts.

En 1559, avec le décès sans héritier de l'électeur palatin Othon-Henri, la branche principale de la famille s'éteint. Les Palatinat-Simmern en prennent alors la succession et héritent ainsi du titre d'électeurs palatins.
La branche de Palatinat-Simmern s'éteint à son tour en 1685 avec le décès sans postérité de Charles II du Palatinat. La branche cadette de Palatinat-Neubourg, issue du Palatinat-Deux-Ponts, en prend à partir de cette date la succession.

## Liste des souverains du Palatinat-Simmern

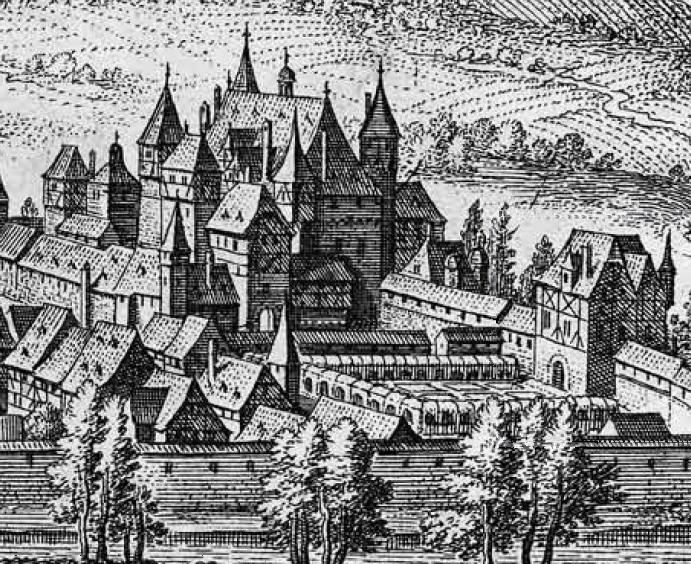
Château de Simmern en 1648

### Comtes ou ducs de Palatinat-Simmern
- 1410-1459 : Étienne de Bavière (Stefan von Pfalz-Simmern-Zweibrücken), en sa qualité de prince de Palatinat-Simmern-Deux-Ponts ;
- 1444-1480 : Frédéric Ier de Palatinat-Simmern (Friedrich I von Pfalz-Simmern) ;
- 1480-1509 : Jean Ier de Palatinat-Simmern (Johann I von Simmern) ;
- 1509-1557 : Jean II de Palatinat-Simmern (Johann II von Simmern) ;
- 1557-1559 : Frédéric III du Palatinat (Friedrich III von der Pfalz), promu électeur palatin à partir de 1559.

### Électeurs palatins
- 1559-1576 : Frédéric III du Palatinat (Friedrich III von der Pfalz) ;
- 1576-1583 : Louis VI du Palatinat (Ludwig VI von der Pfalz) ;
- 1583-1610 : Frédéric IV du Palatinat (Friedrich IV von der Pfalz) ;
- 1610-1623 : Frédéric V du Palatinat (Friedrich V von der Pfalz), aussi roi de Bohême en 1619-1620 ;

Défait à la bataille de la Montagne-Blanche en 1620, Frédéric V est mis au ban de l'Empire et son patrimoine est confié un certain temps à Maximilien Ier de Bavière.
- 1649-1680 : Charles Ier Louis du Palatinat (Karl I Ludwig von der Pfalz) ;
- 1680-1685 : Charles II du Palatinat (Karl II von der Pfalz) ;

Après le décès sans postérité de Charles II, le titre d'électeur palatin passe à la branche cadette de Palatinat-Neubourg.